# NGC 5125
NGC 5125 este o liner situată în constelația Fecioara. A fost descoperită în 18 ianuarie 1828 de către John Herschel. Se află la o distanță de 97,27 de megaparseci de Pământ.